# Iryna Pamialova
Iryna Vladimirovna Pamialova (em bielorrusso:  Ирина Владимировна Помелова, Minsk, 5 de abril de 1990) é uma canoísta de velocidade bielorrussa na modalidade de canoagem.

## Carreira
Foi vencedora da medalha de bronze em K-4 500 m em Londres 2012, junto com as suas colegas de equipa Nadezhda Popok, Olga Khudenko, Marina Poltoran.